# 岐阜市立華陽小学校
岐阜市立華陽小学校（ぎふしりつ かようしょうがっこう）は、岐阜県岐阜市にある公立小学校。

## 沿革
- 1931年（昭和6年）12月2日 - 岐阜県告示第五六四号により、設立が決まる。
- 1933年（昭和8年）
  - 1月31日 - 白山尋常小学校から分離し、華陽尋常小学校として開校。
  - 10月 - 校舎を増築する。
- 1934年（昭和9年）3月10日 - 校舎を増築する。
- 1935年（昭和10年）6月25日 - 講堂が完成する。
- 1937年（昭和12年）4月1日 - 華陽尋常高等小学校に改称する。
- 1938年（昭和13年）4月 - 白山尋常小学校で校区を変更。ほぼ現在の校区となる。
- 1941年（昭和16年）4月1日 - 華陽国民学校に改称する。
- 1947年（昭和22年）4月1日 - 岐阜市立華陽小学校に改称する。校舎の一部を岐阜市立第四中学校の校舎とする。
- 1948年（昭和23年）9月 - 廃校となった白山小学校の児童の一部が転入する。
- 1949年（昭和24年）7月 - 白山小学校が復活し、児童の一部が白山小学校へ転出する。
- 1950年（昭和25年）12月10日 - 東舎を梅林中学校へ移築する。
- 1956年（昭和31年）4月1日 - 梅林中学校から梅林第二中学校（1957年岐陽中学校に改称）が分離する。華陽小学校の進学先は梅林第二中学校となる。
- 1974年（昭和49年）7月2日 - 講堂を取り壊し、体育館が完成する。
- 1978年（昭和53年）7月17日 - プールが完成する。
- 1979年（昭和54年）12月3日 - 新校舎（鉄筋コンクリート造4階建）が完成する。
- 2000年（平成12年） - 岐陽中学校が梅林中学校に統合され廃校。華陽小学校の進学先は梅林中学校となる。

## 校区
- 一松道1・2丁目、生田町、平安町、吉野町1～4丁目、高砂町1～5丁目、田神町3丁目、田生越町、竜田町6～9丁目、高森町5～7丁目、幸ノ町1・2丁目、安宅町1・2丁目、安良田町1～6丁目、祈年町1～11丁目、清住町2・3丁目、松鴻町1～4丁目、住ノ江町1・2丁目、一松道、華陽、五坪1・2丁目、田神[1]

## 進学先中学校
- 岐阜市立梅林中学校

## 校区内の主な施設
- ハローワーク岐阜
- 啓晴高等学校

## 交通アクセス
- 名鉄各務原線田神駅より徒歩約10分。
- 名鉄名古屋本線加納駅より徒歩約15分。